# (300042) 2006 UY135
(300042) 2006 UY135 es un asteroide perteneciente al cinturón de asteroides, descubierto el 19 de octubre de 2006 por el equipo del Spacewatch desde el Observatorio Nacional de Kitt Peak, Arizona, Estados Unidos.

## Designación y nombre
Designado provisionalmente como 2006 UY135.

## Características orbitales
2006 UY135 está situado a una distancia media del Sol de 3,079 ua, pudiendo alejarse hasta 3,517 ua y acercarse hasta 2,642 ua. Su excentricidad es 0,141 y la inclinación orbital 9,716 grados. Emplea 1974,24 días en completar una órbita alrededor del Sol.

## Características físicas
La magnitud absoluta de 2006 UY135 es 16.